# Johanna Ernst

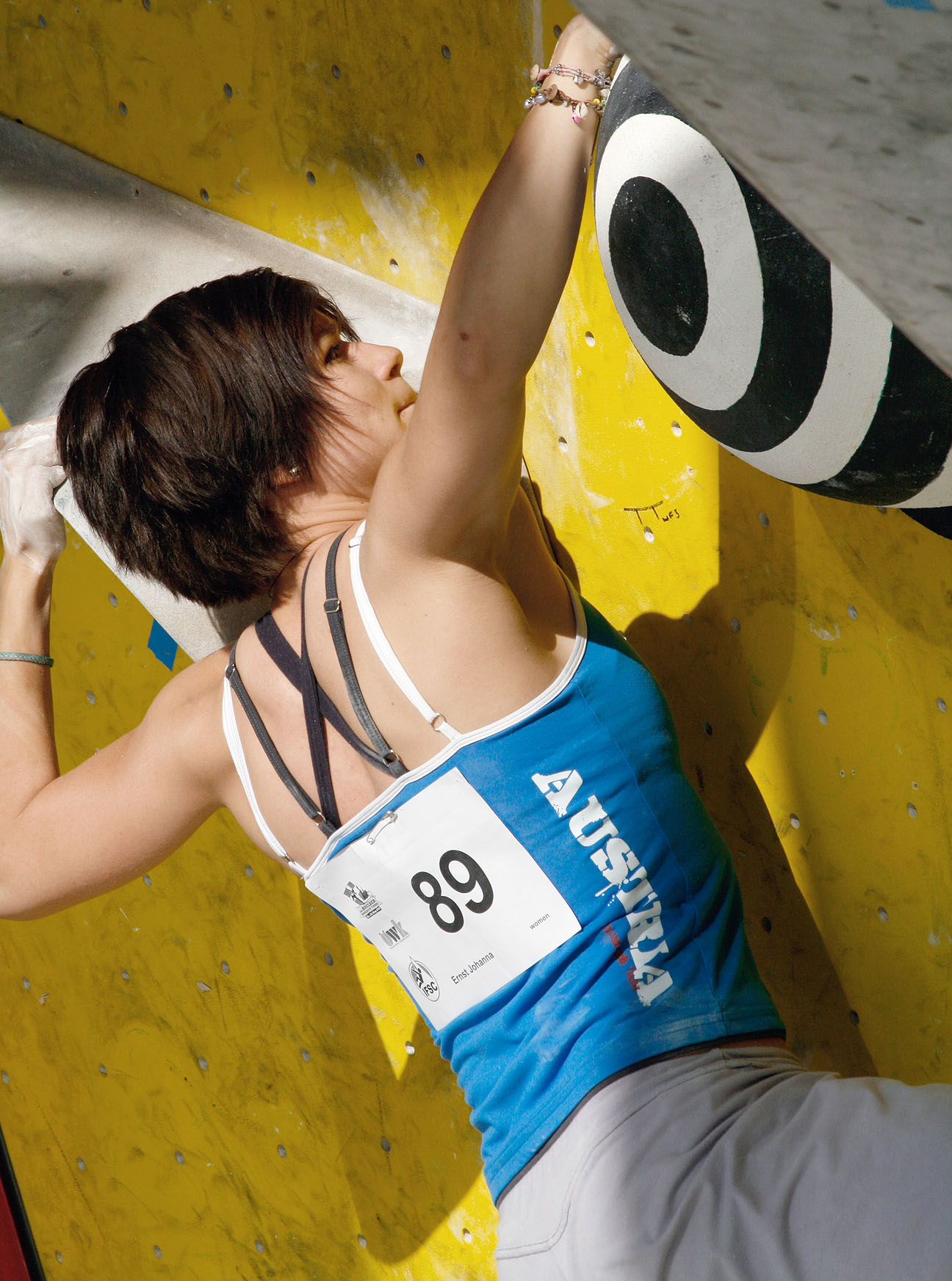
Ernst beim Boulder-Weltcup in Wien 2010

Johanna Ernst (* 16. November 1992 in Mittersill/Salzburg) ist eine österreichische Sportkletterin.

## Leben
Johanna Ernst absolvierte im Fernstudium das Abendgymnasium in Graz. Ihren ersten Kletterversuch unternahm sie mit acht Jahren bei einem Familienurlaub in Osttirol mit ihrer 15 Monate älteren Schwester und ihren Eltern. Der damalige Bergführer erkannte sofort ihr Talent und staunte, als er erfuhr, dass Johanna zum ersten Mal kletterte. Daraufhin entschlossen sich ihre Eltern, sie diesen Sport ausüben zu lassen. Am Anfang übernahm ihr Vater das Training und mit dem Gewinn des steirischen Juniorcups 2002 gab den ersten Erfolg. Sie wechselte zur Sektion Innsbruck des ÖAV, wo sie bei Rupi Messner trainierte.
Ernst gewann bei den Kletter-Europameisterschaften 2008 in Paris die Goldmedaille im Vorstiegs-Bewerb der Damen und sicherte sich den Weltcup-Gesamtsieg 2008. Mit 15 Jahren wurde sie die jüngste Europameisterin dieser Sportart. Ihre erst kurze Kletterlaufbahn krönte die damals 16-Jährige mit dem Gewinn der WM-Goldmedaille im Vorstieg 2009, womit sie nun auch die jüngste Weltmeisterin in der Geschichte des Klettersports ist. Bei der Wahl der Sportler des Jahres 2009 wurde sie in einer öffentlichen Wahl zur „Aufsteigerin des Jahres“ gekürt. Am 15. November 2009 sicherte sie sich zum zweiten Mal den Weltcup-Gesamtsieg.
Im September 2013 gab sie bekannt, sich aus dem Wettkampfsport zurückzuziehen. Nach eigenen Angaben waren die sportlichen Erfolge und Auseinandersetzung mit den Erwartungen von Sponsoren und Fans nicht das „was sie wirklich wollte“. Die Motivation zum Training ging ihr verloren, wobei es ein weiterer Druck war, dass ihre Eltern und insbesondere ihr Vater das Familienleben um die Sportkarriere der Tochter organisiert hatten. Mit der Lösung vom Wettkampfsport war deshalb auch der Auszug aus dem Elternhaus verbunden.
Jedoch blieb sie weiterhin dem Klettern im Naturfels verbunden, wo sie unter anderem 2012 die Kletterrouten „La Fabellita“ (Schwierigkeit franz. 8c) und „Open your Mind“ (8c/8c+) im spanischen Klettergebiet Santa Linya durchstiegen hat.
Johanna Ernst lebt in Veitsch in der Steiermark (Österreich).

## Erfolge
- Vizeeuropameisterin im Lead 2010
- Weltcup-Gesamtsieg Lead 2009
- Weltmeisterin Lead 2009[7]
- Weltcup-Gesamtsieg 2008
- Rockmaster 2008
- Europameisterin im Lead 2008
- 1. Platz Jugend-WM Sydney 2008
- Jugendweltmeisterin 06/07

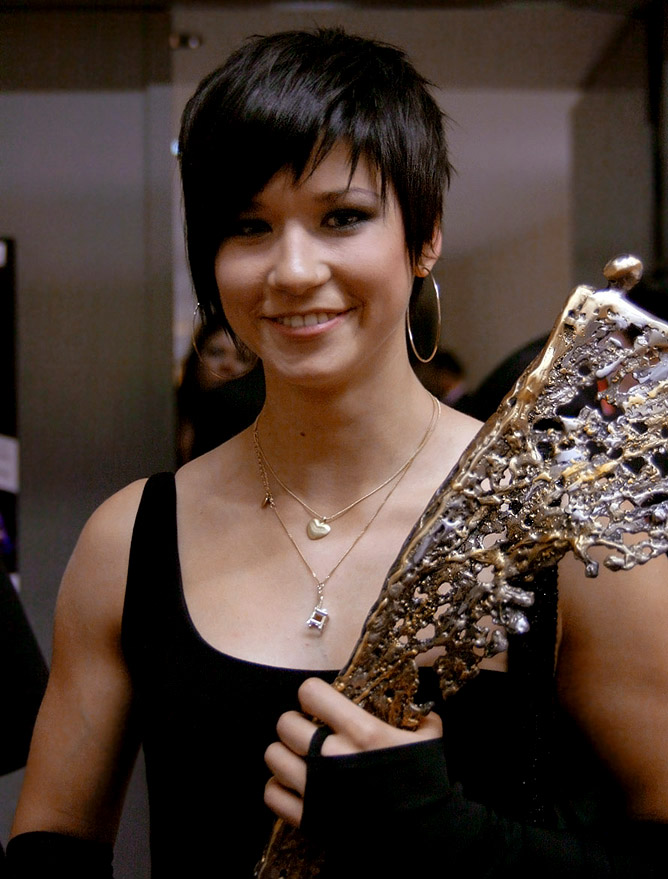
Ernst mit der Trophäe für die „Aufsteigerin des Jahres“ 2009

- Jugendeuropacupgesamtsiegerin 06/07
- Staatsmeisterin 2012
- 4-fache Jugend-Staatsmeisterin
- 8 Weltcupsiege (Stand Ende 2011)

## Auszeichnungen
- 2009: „Aufsteigerin des Jahres“ bei der Wahl der Sportler des Jahres
- 2011: Goldenes Ehrenzeichen für Verdienste um die Republik Österreich[8]